# متنزه محمية كوننيتكووت ريفر الحكومي
متنزّه محمية كوننيتكووت ريفر الحكومي، تبلغ مساحته 3,473 أكر (14.05 كـم2) وهو متنزّه حكومي ومنطقة محمية في بلدة إسليب في مقاطعة سوفولك، نيويورك في الولايات المتحدة. يحتوي المتنزّه على مركز تفسير لونغ آيلاند البيئي بالإضافة إلى منطقة نادي ساوثسايد للرياضة، والتي تم إدراجها في السجل الوطني للأماكن التاريخية في عام 1973.

## مرافق المتنزّه
يوفر المتنزّه رياضة المشي لمسافات طويلة وصيد الأسماك ومسار اللجام ومسارات الطبيعة والتزلج الريفي على الثلج والتزلج على الجليد ومتحفًا وأنشطة ترفيهية. كما أنه يحتوي على موقع منطقة نادي ساوثسايد للرياضة، والذي كان مدرجًا في السجل الوطني للأماكن التاريخية منذ عام 1973.
المتنزّه هو موطن لمركز لونغ آيلاند البيئي، والذي يوفر برامج تعليمية على مدار السنة. يستضيف المركز فريق التعليم البيئي الإقليمي، الذي يساعد المدارس ومجموعات الشباب والمنظمات الأخرى من خلال قيادة أنشطة الترجمة الفورية داخل حدائق الولاية في المنطقة.
يتم فرض رسوم دخول على المركبات، ولكن يمكن للمشاة الدخول مجانًا من خلال عدة بوابات على طول محيط المتنزّه. مطلوب تصريح لركوب الخيل داخل الحديقة. الحديقة عبارة عن مرفق محمول، حيث لا توجد صناديق قمامة على طول الممرات. بالإضافة إلى ذلك، لا توجد مرافق نزهة أو مناطق لعب للأطفال. الصيادون حيازة التصاريح اللازمة قد الأسماك ل تحتمل، البني، و السلمون المرقط داخل الحديقة.

## روابط خارجية
- New York State Parks: Connetquot River State Park Preserve
- New York State Parks: Long Island Environmental Interpretive Center
- Friends of Connetquot